# Gare de Mosbah
La gare de Mosbah, ou gare de Modzbah, est une ancienne gare ferroviaire algérienne située dans la commune d'El Kheiter, dans la Wilaya d'El Bayadh.

## Situation ferroviaire
Établie à une altitude de 1 057,800 m, la gare est située au point kilométrique (PK) 275,700 de la ligne d'Oran à Kenadsa, où elle est précédée de l'ancienne gare d'El Beïda et suivie de l'ancienne gare de Tin Brahim.

## Histoire
La gare est mise en service le 1er juin 1881 lors de l'ouverture de la section de Khralfallah à Mosbah de l'ancienne ligne à voie étroite de 1 055 mm d'Oran à Kenadsa, où elle était précédée de la gare d'El Beïda et suivie de la gare de Tin Brahim,,.